# Raniżów (gemeente)

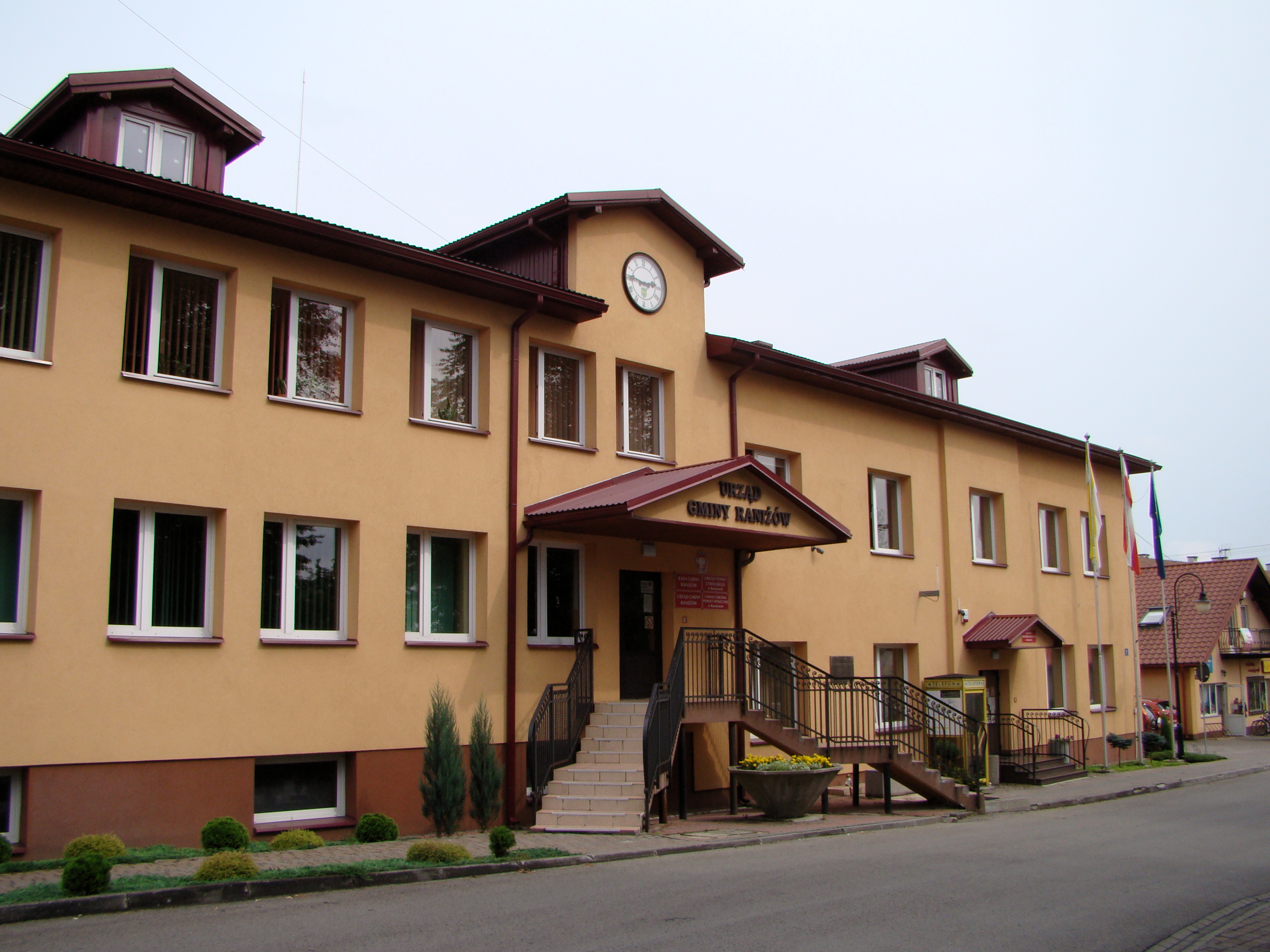
Gemeentehuis

De gemeente Raniżów is een landgemeente in het Poolse woiwodschap Subkarpaten, in powiat Kolbuszowski.
De zetel van de gemeente is in Raniżów.
Op 30 juni 2005 telde de gemeente 7292 inwoners.

## Oppervlakte gegevens
In 2002 bedroeg de totale oppervlakte van gemeente Raniżów 96,77 km², waarvan:
- agrarisch gebied: 74%
- bossen: 18%

De gemeente beslaat 12,5% van de totale oppervlakte van de powiat.

## Demografie
Stand op 30 juni 2004:
| Omschrijving                   | Totaal | Totaal | Vrouwen | Vrouwen | Mannen | Mannen |
| ------------------------------ | ------ | ------ | ------- | ------- | ------ | ------ |
| eenheid                        | aantal | %      | aantal  | %       | aantal | %      |
| inwoners                       | 7199   | 100    | 3491    | 48,5    | 3708   | 51,5   |
| bevolkingsdichtheid (inw./km²) | 74,4   | 74,4   | 36,1    | 36,1    | 38,3   | 38,3   |

In 2002 bedroeg het gemiddelde inkomen per inwoner 1312,43 zł.

## Administratieve plaatsen (sołectwo)
Korczowiska, Mazury, Poręby Wolskie, Posuchy, Raniżów, Staniszewskie, Wola Raniżowska, Zielonka.

## Aangrenzende gemeenten
Dzikowiec, Głogów Małopolski, Jeżowe, Kamień, Kolbuszowa, Sokołów Małopolski